# Паун (сазвежђе)
Паун (лат. Pavo) је једно од 88 савремених сазвежђа. Дефинисао га је холандски астроном Петар Планције крајем 16. века а први пут се појавило у звезданом атласу Јохана Бајера Уранометрија 1603.

## Звезде
Најсјајнија звезда овог сазвежђа је алфа Пауна, спектроскопска двојна звезда магнитуде 1,94.
Делта Пауна је најближа звезда слична Сунцу (с тим да је у одмаклијем стадијуму еволуције) која није део неког бинарног или вишечланог система. Тренутно је у стадијуму субџина и на путу је да еволуира у црвеног џина. Од Сунца је удаљена око 19,9 светлосних година, а магнитуде је 3,56.
Фи-2 Пауна је такође налик Сунцу, с тим да је тренутно у фази жутобелог патуљка а на путу је да постане субџин. Налази се на око 82 светлосне године од Сунца и има једну (још увек непотврђену) екстрасоларну планету.
Гама Пауна је звезда главног низа ХР дијаграма, сјајнија од Сунца од кога је удаљена око 30,1 светлосну годину. Заједно са делтом Пауна једна била је од 100 најважнијих звезда Насиног отказаног пројекта „Налазач терестријалних планета“

## Објекти дубоког неба
У Пауну се налази једно од Земљи најближих глобуларних јата — NGC 6752. Видљиво је голим оком, а од Сунца је удаљено око 20.000 светлосних година.
NGC 6744 и NGC 6782 су спиралне галаксије које припадају сазвежђу Паун.